# Geissolomatàcies
Geissolomatàcia (Geissolomataceae) és una família de plantes amb flor.
La família conté un sol gènere (Geissoloma) i quatre espècies: Geissoloma lateriflorum G. marginata G. marginatum i G. tomentosum
La família de les Geissolomatàcies és endèmica de la flora de la Regió del Cap a Sud-àfrica.
Totes quatre espècies són amb les seves espècies són arbusts de fulles oposades i flors hermafrodites adaptades a condicions àrides.
Dins el sistema de classificació filogenètic APG II la família està en el clade dels rosids.